# ورام شحمي ارتشاحي وجهي
الورام الشحمي الارتشاحي الوجهي (اختصارًا FIL) هي حالة نادرة جدًا من فرط النمو القحفي الوجهي الناجم عن طفرة جينية في جين PIK3CA. تعد الحالة جزءًا من طيف فرط النمو المرتبط المرض خلقي غير وراثي. وصفها لأول مرة سلافين وزملاؤه عام 1983.
بالنسبة لهذا المرض تسبب الطفرة نموًا زائًدا لنصف الوجه (نصفي الوجه)، يؤثر على هيكل الأنسجة الرخوة والصلبة (الهيكل العظمي للوجه). يمكن ملاحظة الحالة عند الولادة من خلال الخدين غير المتماثلين حيث يكون أحد الخدين أكبر بشكل بارز من الآخر.

## العلامات والأعراض
تضخم نصفي خلقي حيث تغزو الخلايا الشحمية الناضجة الأنسجة المجاورة. تشمل السمات المظهرية تضخم الأنسجة الرخوة والهيكل العظمي وضخامة الأسنان الموضعية. المظاهر متغيرة تتراوح من خفيفة إلى شديدة. عادة ما يكون النمو الزائد موجودًا عند الولادة. المميزات الأكثر شيوعًا، وجميع المميزات الموجودة على جانب واحد متأثر من الوجه هي:
1. زيادة الأنسجة الدهنية مقارنة بالجانب الآخر.
2. تتسرب الدهون مع عدم وجود فصل واضح عن الأنسجة المجاورة.
3. تضخم الهيكل العظمي بما في ذلك الأسنان.
4. الاندفاع المبكر للأسنان اللبنية والدائمة.
5. زيادة الأنسجة الدهنية خلف الحفرة المدارية.
6. فرط نمو الآذن.
7. الأورام العصبية المخاطية.
8. ضخامة اللسان.
9. متلازمة نزيف الدم النصفي.

ليس كل المرضى الذين يعانون من داء ارتشاح دهون الوجه ليهم كل هذه الأعراض.

## السبب
الجين الذي تحدث فيه الطفرة على أنها سبب ارتشاح شحمي للوجه هو PIK3CA. هذه الطفرة تعني أنها جديدة وليست موروثة ولا تحدث في كل خلية، تم تغيير أحد نيوكليوتيدات الحمض النووي، مما تسبب في حدوث تغيير في الحمض الأميني الموجود في البروتين، والذي يشار إليه باسم الطفرة الخاطئة.

## العلاج
تؤدي العلاجات البسيطة مثل استخدام أكياس الثلج إلى المنطقة المتورمة إلى التورم في حالة إنزال وجهك بطريقة ما. في حالة الحساسية، تناول بعض مضادات الهيستامين. حاول النوم مع وسائد إضافية أو رفع رأس السرير لتقليل تورم الوجه. إذا لم يكن التبادل بسبب إصابة أو حساسية، فعليك طلب العناية الطبية الفورية اللازمة.